# Gabriel Dugrès
Gabriel Dugrès (1630-1660), est un grammairien, linguiste et pédagogue français, huguenot réfugié en Angleterre en raison de son protestantisme.

## Biographie
Gabriel Dugrès est issu d'une famille de notables d'Angers. Ses parents, protestants, s'installent à Saumur, ville de sûreté protestante.
Obligé de quitter la France en raison de sa religion en 1631, il est allé s'installer à Cambridge, où il donna des leçons en français, et avec le soutien de ses élèves a pu publier son Breve et Accuratum grammaticae Compendium gallicae, dans le statu superflua rescinduntur & necessaria non omittuntur, en 1636.
Trois ans plus tard, il a enseigné à l'université d'Oxford, où il publia le Dialogi Gallico-Anglico-Latini en 1639. Certains de ces dialogues, en trois langues (latin, français et anglais) sont très amusants comme donnant une image du mode de vie et les mœurs de nos ancêtres. Cet ouvrage servit de guide aux nombreux étudiants anglais qui poursuivirent leurs études supérieures à l'académie de Saumur. Une deuxième édition, élargie, est publiée sous le titre Regulae Pronunciandi, ut et verborum Gallicorum Paradigmata, paru en 1652 ; une troisième édition sera publiée in-12, Oxford, 1660.
Entretemps, il rédige et publie en 1643, un ouvrage intitulé Jean Armand du Plessis, Duc de Richelieu, et pair de France, qui révèle, grâce à son oncle paternel qui travailla à la Cour royale auprès du cardinal de Richelieu, les faits et gestes de Richelieu et son ascendant sur le roi Louis XIII.

## Publications
- Dialogi Gallico-Anglico-Latini, in-octavo, Oxford, 1639.
- Jean Armand du Plessis, Duc de Richelieu, et pair de France, 1643.
- Regulae Pronunciandi, ut et verborum Gallicorum Paradigmata, paru in-octavo, Oxford 1652, réédité en 1660.